# Vincenzo De Monte
Vincenzo De Monte (Napoli, 13 novembre 1796 – Napoli, 28 settembre 1869) è stato un avvocato, magistrato e politico italiano.
Prende parte da giovane alla rivoluzione napoletana nel 1820. Rifiuta la nomina ad alte magistrature del Regno delle Due Sicilie per accontentarsi di far parte della camera di disciplina degli avvocati. Dopo l'annessione al Regno d'Italia entra nella suprema corte di giustizia di Napoli e diventa consigliere della corte di cassazione.